# Southern Sydney
Southern Sydney este un termen comun folosit pentru a descrie aria metropolitană de la sud de Sydney, din statul New South Wales, Australia. Cuprind suburbii din  Rockdale, Kogarah și Hurstville .